# بندیکتا سانچس
بندیکتا سانچس (اسپانیایی: Benedicta Sánchez‎؛ زادهٔ ۲۴ اکتبر ۱۹۳۴) بازیگر و عکاس سابق اهل اسپانیا است. او در سال ۲۰۲۰ و در سن ۸۶ سالگی برندهٔ جایزه گویای بهترین بازیگر جدید زن شد.
از فیلم‌ها یا برنامه‌های تلویزیونی که وی در آن نقش داشته است می‌توان به آتش خواهد آمد اشاره کرد.